# Sanna tegelbruk
Ej att förväxla med Sanda tegelbruk på Tosterön utanför Strängnäs
Sanna tegelbruk var ett tegelbruk, som låg på Oset i Sanna (från 1913 Vättersnäs) i nuvarande Jönköpings kommun vid mynningen av Huskvarnaån i Vättern. Det grundades av Johannes Larsson och var i drift i familjen Larssons ägo mellan 1870 och 1952, då det brann ner.
Idag finns inga spår kvar på platsen av Sanna tegelbruk.
Tegelbruket låg utmed Jönköping-Gripenbergs Järnväg och var en av järnvägens lastplatser.